# Désert de Kaʻū
Le désert de Kaʻū, en anglais Kaʻū Desert, est un désert volcanique des États-Unis situé à Hawaï, sur le flanc occidental du Kīlauea, sur le rift Sud-Ouest du volcan, au sud-ouest de la caldeira sommitale. Malgré des précipitations annuelles relativement importantes puisque dépassant les 1 000 millimètres, cette zone est dépourvue de toute végétation en raison du sol composé de coulées de lave, de cendres volcaniques et de téphras mais surtout en raison des pluies acides liées à la présence de panaches volcaniques soufrés survolant la région.

## Géographie

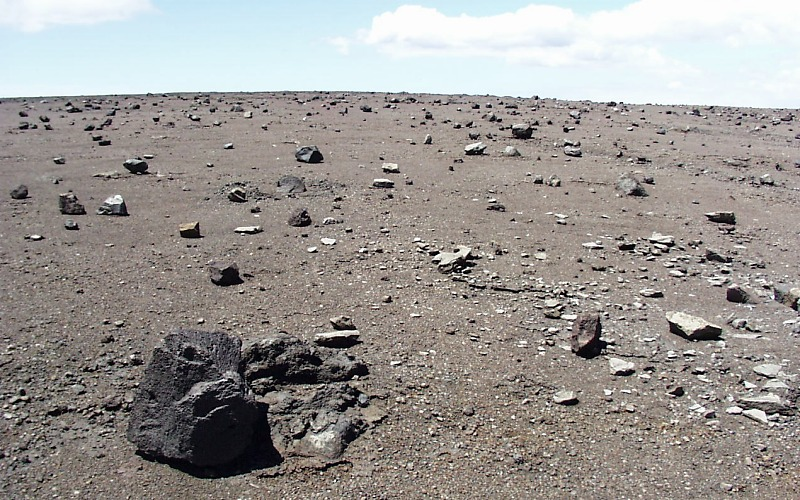
Paysage du désert de Kaʻū composé de cendres et de téphras.

Le désert de Kaʻū est situé dans le Sud-Est de l'archipel, de l'île et de l'État d'Hawaï. Administrativement, il se trouve dans le district de Kaʻū, le plus méridional du comté d'Hawaï. Il s'étend sur le flanc occidental du Kīlauea, le long du rift Sud-Ouest, sous le sommet du volcan représenté par sa caldeira culminant à 1 246,2 mètres d'altitude. Sa limite inférieure est plus imprécise car représentée par le retour progressif de la végétation.
Les conditions climatiques sont caractérisées par un fort ensoleillement, des températures annuelles comprises entre 14,8 et 18,1 °C avec une moyenne annuelle de 16,4 °C et des précipitations annuelles supérieures à 1 000 millimètres,. Le climat tropical qui en découle ne devrait pas conduire à l'apparition d'un désert mais plutôt d'une forêt tropicale xérique. Cependant, en raison de plusieurs facteurs, cette végétation est incapable de s'implanter dans cette région. Le premier facteur est pédologique puisque le sol est composé de coulées de lave, de couches de cendres volcaniques et de téphras, ce qui n'offre pas un terrain favorable au développement de végétaux mais qui est néanmoins possible. Le second facteur est le manque d'eau en raison de la grande porosité du sol et de l'absence de couverture végétale qui ne retiennent pas l'élément liquide. Le troisième facteur, le plus important, est la présence de pluies acides tout au long de l'année en raison du panache volcanique soufré s'élevant du Halemaʻumaʻu et dérivant généralement vers le sud-ouest, poussé par les alizés. Ces pluies dont l'acidité peut descendre à 4 inhibe la croissance des plantes, d'autant plus que l'infiltration de l'eau rend aussi le sol acide.
Le Mauna Iki, le Puʻu Koaʻe, les Kamakaiʻa Hills, le Puʻu Kou et le Yellow Cone représentent les seuls reliefs volcaniques du désert de Kaʻū.

## Histoire

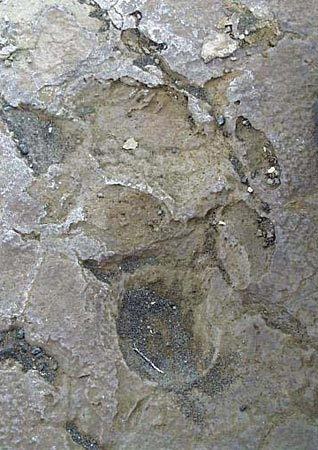
L'une des empreintes de pieds solidifiées dans la cendre du désert de Kaʻū.

Une éruption du Kīlauea en 1790 s'est manifestée par des explosions dont les cendres volcaniques se sont notamment déposées dans le désert de Kaʻū. Ces explosions se sont produites au moment où le chef de Kaʻū Keōua Kūʻahuʻula partait affronter Kamehameha Ier dans le secteur du Kīlauea. Le groupe composé d'hommes, de femmes, d'enfants et d'animaux est pris dans les nuages de cendres ; 80 personnes succombent par asphyxie et leurs pieds laissent des empreintes dans la cendre qui s'est depuis solidifiée. Ces traces sont encore visibles, notamment le long du Footprints Trail, un sentier de randonnée de 2,9 kilomètres de longueur reliant le Kaʻū Desert Trailhead sur la Hawaii Route 11 au Kaʻū Desert Trail sur le Mauna Iki,,.
Quelques coulées de lave s'étendent dans le désert comme celles de 1920, 1970, 1971, 1974 et 1982,.

## Tourisme
Le désert de Kaʻū constitue un site de randonnée du parc national des volcans d'Hawaï, notamment grâce à son accès aisé par la Hawaii Route 11 qui le longe à l'ouest et au nord. Il est notamment traversé par le Kaʻū Desert Trail dans le sens de la longueur de la caldeira jusqu'au Hilina Pali sur une trentaine de kilomètres mais aussi par le Mauna Iki Trail qui se connecte au milieu du Kaʻū Desert Trail depuis le sud-est en direction de la Hilina Pali Road. Néanmoins, ces sentiers peuvent être temporairement fermés par les services du parc en raison de l'activité volcanique et notamment la densité du panache volcanique rejeté par le Halemaʻumaʻu,.